# Nebesnyje zjony lugovykh mari
Nebesnyje zjony lugovykh mari (russisk: Небесные жёны луговых мари, da.: Himmelske hustruer fra  mariernes sletter) er en russisk spillefilm fra 2012 instrueret af Aleksej Fedortjenko.
Filmen er optaget på mariernes sprog og fortæller 23 forskellige fortællinger, der er påvirket af mariernes folklore. Hver af disse historier repræsenterer den specifikke tilgang til seksualitet i  Mariernes traditionelle religion (en). På baggrund af dette kan filmen betragtes som en Mari Decameron.
Filmen vandt hovedprisen på den 12. New Horizons Film Festival i Wrocław, og blev vist i Vanguard-sektionen på Toronto International Film Festival 2013.

## Medvirkende
- Olga Degtjarjova som Olaj
- Sergej Trojegubov
- Vladimir Smirnov som Sitjak
- Julija Aug som Oropoti
- Polina Aug  som Onaltja